# Floratura

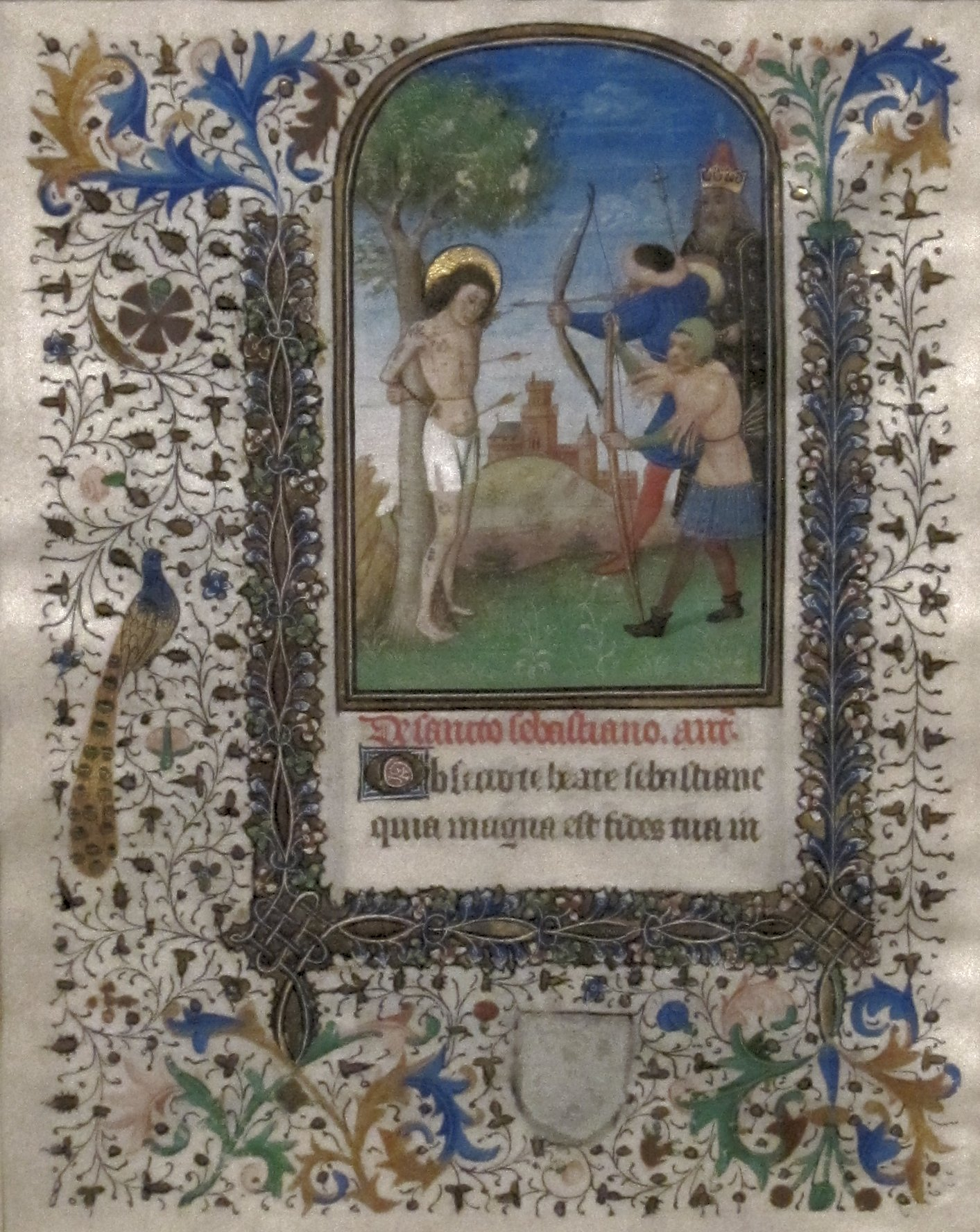
Floratura w Godzinkach z około 1455 roku

Floratura (z łac. flos = kwiat) - rozwinięta dekoracja (ornament) roślinna wypełniająca jeden lub kilka marginesów zdobionej karty. Stanowi etap pośredni w rozwoju roślinnej dekoracji marginalnej między inicjałem ornamentalnym, a późnogotycką zamkniętą w obramieniu bordiurą. Roślinność floratury często wzbogacają liczne elementy drolerii, przejęte ze świata fauny, legendy, anegdoty i groteski, jak również motywy heraldyczne.
W polskim malarstwie książkowym floratura występuje od lat 70. XIV w. i stosowana była w zdobnictwie przez cały wiek XV. Floratura ustąpiła miejsca ramowej dekoracji renesansowej w początkach XVI w.
Przykładem zastosowania floratury jest Psałterz floriański. Często floratura występowała w późnośredniowiecznych modlitewnikach (godzinki).